# Sewer Felixowitsch Gansowski
Sewer Felixowitsch Gansowski (russisch Север Феликсович Гансовский; * 15. Dezember 1918 in Warschau; † 6. September 1990 in Moskau) war ein Science-Fiction-Autor der Sowjetunion.

## Biografie
Gansowskis Vater polnisch-lettischer Abstammung starb schon 1920, seine Mutter wurde während der stalinistischen Repressionen in den 1930er Jahren umgebracht. Er arbeitete als Schauermann, Matrose und Elektromonteur, besuchte die Abendschule in Leningrad und meldete sich bei Kriegsausbruch freiwillig an die Front. 1942 wurde er schwer verwundet und daraufhin demobilisiert. Er arbeitete auf einem Gestüt in Kasachstan, als Briefträger und Lehrer. Nach Kriegsende studierte er in Leningrad an der Philologischen Fakultät der Universität und begann noch während der Studienzeit mit ersten Veröffentlichungen: Reportagen, Buchbesprechungen und Kinderliteratur. 1959 reichte er zu einem Unions-Preisausschreiben zwei Einakter unter verschiedenen Pseudonymen ein, die den 1. und 2. Preis erhielten. Jury-Vorsitzender war Nikolai Pogodin.
Seine Erzählung Vincent van Gogh wurde 1985 von Horst Seemann bei der DEFA unter dem Titel Besuch bei van Gogh verfilmt. Weitere Verfilmungen seiner Werke sind der Zeichentrickfilm Poligon von 1977 und der Kinofilm День гнева (Der Tag des Zorns, 1985).
1989 gewann Gansowski den wichtigsten russischen SF-Preis, den Aelita-Preis, für seine Kurzgeschichtensammlung Инстинкт?. Neben seinen zahlreichen, in viele Sprachen übersetzten Erzählungen trat er auch als Grafiker hervor und illustrierte unter anderem die Erstausgabe des Romans Die Schnecke am Hang von den Gebrüdern Strugazki.

## Aufgabe der Science Fiction
„Gute, solide SF  handelt, wie jede andere Kunstgattung von uns, von den Menschen. Nicht Kyborgs, nicht Reisen in die Vergangenheit oder Zukunft, nicht dreiäugige Monstren und geheimnisvolle Strahlen sind die Hauptsache darin, sondern der Mensch von heute und die Wechselbeziehung zwischen ihm und der Umwelt.“ Gansowski geht es darum, durch das Erzählte ein besseres Verständnis der ’’neuralgischen Punkte’’ der Gegenwart zu erreichen. Er trat für eine technologiekritische Entwicklung ein: „Meiner Meinung nach hängt die Zukunft letztendlich nicht von der Technologie, sondern von moralischen und politischen Entscheidungen ab.“

## Deutsche Thematik
„Ich lag in meinem feuchten Graben und dachte über die Deutschen nach. Über jene deutschen Soldaten, die in genauso nassen Schützengräben gegenüber unserer Stellung lagen, über jene, die sie in diese Gräben getrieben hatten, und über das furchtbare Schicksal eines ganzen von den Nazi betrogenen Volkes…“

## Werke (Auswahl)
- 1952 В рядах борцов
- 1955 Надежда
- 1963 Шаги в неизвестное (Schritte ins Ungewisse)
- 1965 Шесть гениев (Der sechste Genius)
- 1969 Три шага к опасности
- 1971 Идет человек
- 1974 Люди этого часа
- 1981 Человек, который сделал Балтийское море
- 1988 Инстинкт?
- 1991 Стальная змея
- 2002 День гнева

## Deutsche Ausgaben
- 1966 Schritte ins Ungewisse. Phantastische Erzählung. Deutsch von Ruth Henkel, Illustrationen Gertrud Boesel (kap-Reihe im Verlag Kultur und Fortschritt)
- 1967 Der sechste Genius. Utopische Erzählung. Aus dem Russischen von Eleonore Weist (zusammen in einem Band mit Der violette Tod von Wolodimir Wladko), Verlag Das Neue Berlin
- 1970 Im Keller vor Berjosowka. Aus dem Russischen von Rahel Strassberg, Illustrationen von Karl Fischer (Kleine Erzählerreihe im Militärverlag)
- 1970 Der Schießplatz (in: Flug zum Alpha Eridani, hrsg. von Lothar Grünewald, Verlag Kultur und Fortschritt; auch in: Blick vom anderen Ufer. Europäische Science-fiction, herausgegeben und mit einer Einleitung von Franz Rottensteiner, Suhrkamp Verlag 1977, Phantastische Bibliothek, Band 4)
- 1972 Die Stimme aus der Antiwelt. Phantastische Erzählungen (Verlag Volk und Welt)

1979 nachgedruckt in einem Sammelband zusammen mit Das Mädchen aus dem All von Iwan Jefremow und Der Intelligenztest von Dmitri Bilenkin
- 1976 Die Zieselmaus (in: Der unheimliche Fahrstuhl, hrsg. von Hannelore Menke, Der Kinderbuchverlag Berlin)
- 1972 Vincent van Gogh. Aus dem Russischen von Hannelore Menke (Reihe Spektrum im Verlag Volk und Welt, Bd. 40)
- 1977 Der Kristall und andere phantastische Erzählungen. (Fischer Taschenbuch Verlag)
- 1979 Der Tag des Zorns (in: Das Mädchen am Abhang, herausgegeben von Franz Rottensteiner, Suhrkamp Verlag, Phantastische Bibliothek, Band 38; auch in: Die Rekonstruktion des Menschen. Phantastische Geschichten, hrsg. von Erik Simon, Verlag Das Neue Berlin, 1980)
- 1982 Der Dekaber (in: Gut eingerichtete Planeten. Phantastische Erzählungen, hrsg. von W. Gakow, Verlag Das Neue Berlin; nochmals in Aus dem Tagebuch einer Ameise, hrsg. von Michael Szameit, Verlag Neues Leben, 1985)